# 아흐마드파

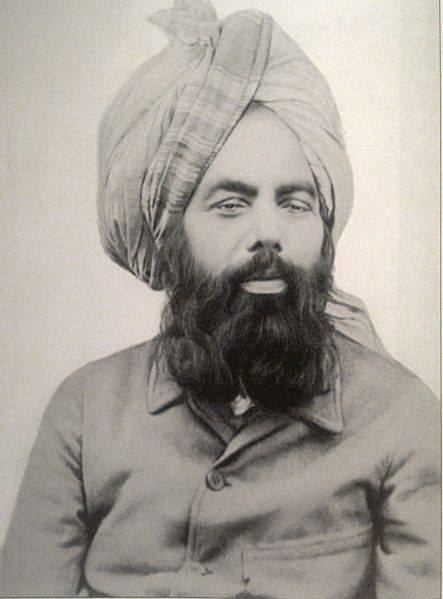
미르자 굴람 아흐마드

아흐마드파(아랍어: أحمدية 아흐마디야[*], 우르두어: احمدِیہ)는 19세기 말 즈음에 영국령 인도에서 탄생한 이슬람의 개혁파이다. 마지막 때의 세상 개혁자에 대한 예언 성취를 주장한 미르자 굴람 아흐마드 (1835년 ~ 1908년)의 생활과 교리가 그 기원이다. 그는 14세기 이슬람력의 무자디드, 곧 이슬람교가 기다려온 약속된 메시아이자 마흐디임을 주장하였다.